# エレナ・イワシェンコ
エレナ・イワシェンコ（ロシア語: Елена Иващенко、ラテン語: Elena Ivaschenko、1984年12月28日 - 2013年6月15日）はシベリア連邦管区・オムスク出身の女子柔道家。78kg超級。身長184cm。体重103kg。

## 来歴
柔道は17歳の時に始めた。2005年からは、ウラジーミル・プーチンが名誉会長を務めるヤワラ・ネヴァ柔道クラブに所属することになった。2007年の世界選手権無差別で3位となった。2008年の北京オリンピックには国内予選でテア・ドングサシビリに敗れて出場できなかった。無差別の世界選手権では3位になった。2011年の世界選手権78kg超級でも3位となった。2012年8月のロンドンオリンピックでは準々決勝でキューバのイダリス・オルティスに指導2で敗れると、敗者復活戦でもウクライナのイリーナ・キンゼルスカに指導2で敗れて7位に終わった。

## 死去
2013年6月に自宅のマンションから飛び降り自殺した。チュメニ柔道センター責任者のヴャチェスラフ・ユルロフによれば、オリンピックでメダルを獲得できずに意気消沈するあまり、深刻な精神状態に陥っていたという。ロンドンオリンピックで優勝したオルティスには過去2度勝っていながら、オリンピックの舞台で敗れてしまったことで自らを苛み抑鬱状態になってしまった。さらに脚の負傷を抱えて、来月にも手術予定だった。内側に秘めていた精神的な負担にこれ以上耐えられなくなり、自殺を選択してしまったのではないかとユルロフは語った。

## 主な戦績
(階級表記のない大会は全て78kg超級での成績)
- 2002年 - ヨーロッパジュニア　2位
- 2002年 - 世界学生　2位
- 2003年 - ユニバーシアード　3位
- 2004年 - ロシア国際　優勝
- 2004年 - ブルガリア国際　優勝
- 2004年 - ヨーロッパ選手権　5位
- 2004年 - 世界軍人選手権大会　3位
- 2005年 - ロシア国際　3位
- 2005年 - チェコ国際　3位
- 2005年 - ヨーロッパ選手権　2位
- 2006年 - ロシア国際　5位
- 2006年 - ヨーロッパ選手権　無差別　3位
- 2007年 - ロシア国際　優勝
- 2007年 - 世界選手権　無差別　3位
- 2007年 - オランダ国際　2位
- 2007年 - ヨーロッパ選手権　無差別　優勝
- 2008年 - ブルガリア国際　3位
- 2008年 - 嘉納杯　優勝
- 2009年 - ワールドカップ・ソフィア　優勝
- 2009年 - グランドスラム・パリ　3位
- 2009年 - ヨーロッパ選手権　優勝
- 2009年 - グランドスラム・モスクワ　3位
- 2009年 - グランドスラム・東京　2位
- 2010年 - ワールドカップ・ソフィア　2位
- 2010年 - グランドスラム・パリ　優勝
- 2011年 - ワールドカップ・ソフィア　2位
- 2011年 - グランドスラム・パリ　5位
- 2011年 - ヨーロッパ選手権　優勝
- 2011年 - グランドスラム・モスクワ　5位
- 2011年 - 世界選手権　3位
- 2011年 - ワールドカップ・ミンスク　2位
- 2011年 - グランプリ・ロッテルダム　優勝
- 2012年 - ワールドカップ・ソフィア　優勝
- 2012年 - グランドスラム・パリ　2位
- 2012年 - グランプリ・デュッセルドルフ　3位
- 2012年 - ヨーロッパ選手権　優勝
- 2012年 - ロンドンオリンピック　7位